# Федеративные Штаты Микронезии на летних Олимпийских играх 2008
Федеративные Штаты Микронезии приняли участие в летних Олимпийских играх 2008 года, отправив в Пекин пятерых спортсменов (в том числе - двух женщин) в трёх видах спорта — лёгкой атлетике, плавании и тяжёлой атлетике. По итогам игр спортсмены из Микронезии не завоевали ни одной олимпийской медали.

## Лёгкая атлетика
Спортсменов - 2
Мужчины
| Спортсмен   | Вид  | Забег     | Забег | 1/4       | 1/4       | 1/2       | 1/2       | Финал     | Финал     |
| Спортсмен   | Вид  | Результат | Место | Результат | Место     | Результат | Место     | Результат | Место     |
| ----------- | ---- | --------- | ----- | --------- | --------- | --------- | --------- | --------- | --------- |
| Джек Ховард | 100м | 11,03     | 65    | Не прошёл | Не прошёл | Не прошёл | Не прошёл | Не прошёл | Не прошёл |

Женщины
| Спортсмен    | Вид  | Забег     | Забег | 1/4       | 1/4       | 1/2       | 1/2       | Финал     | Финал     |
| Спортсмен    | Вид  | Результат | Место | Результат | Место     | Результат | Место     | Результат | Место     |
| ------------ | ---- | --------- | ----- | --------- | --------- | --------- | --------- | --------- | --------- |
| Мария Икелап | 100м | 13,73     | 80    | Не прошла | Не прошла | Не прошла | Не прошла | Не прошла | Не прошла |

## Плавание
Спортсменов - 2
Мужчины
| Спортсмен    | Вид               | Заплыв | Заплыв | Полуфинал | Полуфинал | Финал     | Финал     |
| Спортсмен    | Вид               | Время  | Место  | Время     | Место     | Время     | Место     |
| ------------ | ----------------- | ------ | ------ | --------- | --------- | --------- | --------- |
| Керсон Хедли | 50м вольный стиль | 25,34  | 70     | Не прошёл | Не прошёл | Не прошёл | Не прошёл |

Женщины
| Спортсмен     | Вид               | Заплыв | Заплыв | Полуфинал | Полуфинал | Финал     | Финал     |
| Спортсмен     | Вид               | Время  | Место  | Время     | Место     | Время     | Место     |
| ------------- | ----------------- | ------ | ------ | --------- | --------- | --------- | --------- |
| Дебра Дениэль | 50м вольный стиль | 30,61  | 76     | Не прошла | Не прошла | Не прошла | Не прошла |

## Тяжёлая атлетика
Спортсменов - 1
Мужчины
| Спортсмен         | Категория | Масса | Рывок | Рывок | Рывок | Толчок | Толчок | Толчок | Всего | Место |
| Спортсмен         | Категория | Масса | 1     | 2     | 3     | 1      | 2      | 3      | Всего | Место |
| ----------------- | --------- | ----- | ----- | ----- | ----- | ------ | ------ | ------ | ----- | ----- |
| Мануэль Мингинфел | 62 кг     | 61,69 | 115   | 120   | 123   | 145    | 150    | 155    | 275   | 11    |